# 湶尚子
湶 尚子（いずみ なおこ、本名同じ、1976年3月2日 - ）は、日本の元タレント。

## 来歴・人物
千葉県船橋市で育つ。制服向上委員会にて「奥山 みか」（奥山 美夏）名義にて活動する。1996年、クラリオンガールに選ばれ泉 尚子に改名する。しばらくして芸名を本名に変更し、テレビ出演、バンド活動で活躍する。
その後タレント業から遠ざかり、ヨガ・ピラティスのインストラクターに転身し新たなキャリアを積み重ねる。現在は自身のスタジオを拠点に活動している。

## 出演作品
- おはよう!グッデイ（TBS）
- エクスプレス（TBS）
- 趣味悠々「渡辺香津美のアコースティックギター講座」（NHK教育）
- 世にも奇妙な物語春の特別編
- LOVE&PEACE（DVD）
- 大正製薬「大正漢方胃腸薬」（CM）
- アサヒビール「アサヒ本生」（CM）
- 旅チャンネル
- 紅リサーチ（2014年12月13日、テレビ朝日）
- 地獄の花嫁3 - 室井楓 役

## 写真集
- 「Smile」（ぶんか社）